# 无须藤属
无须藤属（学名：Hosiea）是茶茱萸科下的一个属，为披散灌木植物。该属共有3种，分布于日本及中国西部和中部。

## 下属物种
- Hosiea japonica Makino
- 无须藤 Hosiea sinensis (Oliv.) Hemsl. & E.H.Wilson
- Hosiea sinensis Oliv.